# Bahnstrecke Saintes–Royan
| St-Romain-de-Benet, Sommer 2019 |                                                |                                                           |                                                           |
| Streckennummer (SNCF): | 544 000                                        |                                                           |                                                           |
| Kursbuchstrecke (SNCF): | 112                                            |                                                           |                                                           |
| Streckenlänge: | 37,2 km                                        |                                                           |                                                           |
| Spurweite: | 1435 mm (Normalspur)                           |                                                           |                                                           |
| Maximale Neigung: | 10 ‰                                           |                                                           |                                                           |
| Streckengeschwindigkeit: | Saintes–Saujon 120 km/h, Saujon–Royan 100 km/h |                                                           |                                                           |
| |                                                |                                                           |                                                           |
| \| \| \| Bahnstrecke Nantes-Orléans–Saintes von Nantes \| \| \| \| 487,5 \| Bahnstrecke Chartres–Bordeaux von Chartres \| Bahnstrecke Chartres–Bordeaux von Chartres \| \| \| \| \| \| \| \| \| Chemins de fer économiques des Charentes (CFEC) von Burie \| \| \| \| \| \| \| \| \| 491,6 \| Saintes \| Saintes \| \| \| \| CFEC nach Marennes \| \| \| \| 491,90,4 \| Bahnstrecke Chartres–Bordeaux n. Bordeaux-St-Jean \| Bahnstrecke Chartres–Bordeaux n. Bordeaux-St-Jean \| \| \| 2,9 \| Seugne (34 m) \| Seugne (34 m) \| \| \| 2,9 \| Charente (44 m) \| Charente (44 m) \| \| \| ~3,3 \| D 137 (ehem. N 137) \| D 137 (ehem. N 137) \| \| \| ~4,6 \| Silo und Lager Autobahnbaustelle (noch in Betrieb) \| Silo und Lager Autobahnbaustelle (noch in Betrieb) \| \| \| 5,1 \| A 10 \| A 10 \| \| \| ~6,9 \| CFEC nach Jonzac \| CFEC nach Jonzac \| \| \| ~8,0 \| Pessines \| Pessines \| \| \| ~9,2 \| N 150 \| N 150 \| \| \| 12,2 \| Varzay \| Varzay \| \| \| ~12,6 \| N 150 \| N 150 \| \| \| 15,6 \| Pisany \| Pisany \| \| \| 19,7 \| Saint-Romain-de-Benet \| Saint-Romain-de-Benet \| \| \| 25,2 \| Canal de la Seudre (5 m) \| Canal de la Seudre (5 m) \| \| \| \| Bahnstrecke Pons–Saujon von Pons \| \| \| \| 28,2 \| Saujon \| Saujon \| \| \| \| CFEC nach Marennes \| \| \| \| ~29,3 \| N 150 \| N 150 \| \| \| 28,5 \| Bahnstrecke Saujon–La Grève nach La Tremblade \| Bahnstrecke Saujon–La Grève nach La Tremblade \| \| \| ~32,6 \| Médis \| Médis \| \| \| 37,2 \| Royan \| Royan \| \| \| \| Straßenbahn Royan (600 mm; 1890–1945) \| \| |                                                |                                                           |                                                           |
| |                                                | Bahnstrecke Nantes-Orléans–Saintes von Nantes             |                                                           |
| Abzweig geradeaus und von links | 487,5                                          | Bahnstrecke Chartres–Bordeaux von Chartres                | Bahnstrecke Chartres–Bordeaux von Chartres                |
| |                                                |                                                           |                                                           |
| U-Bahn-Strecke von links (außer Betrieb) · Kreuzung geradeaus unten · U-Bahn-Strecke quer |                                                | Chemins de fer économiques des Charentes (CFEC) von Burie | Chemins de fer économiques des Charentes (CFEC) von Burie |
| |                                                |                                                           |                                                           |
| U-Bahn-Bahnhof · Bahnhof | 491,6                                          | Saintes                                                   | Saintes                                                   |
| U-Bahn-Abzweig geradeaus und nach rechts (Strecke außer Betrieb) · Strecke |                                                | CFEC nach Marennes                                        | CFEC nach Marennes                                        |
| Abzweig geradeaus und nach links | 491,90,4                                       | Bahnstrecke Chartres–Bordeaux n. Bordeaux-St-Jean         | Bahnstrecke Chartres–Bordeaux n. Bordeaux-St-Jean         |
| Brücke über Wasserlauf | 2,9                                            | Seugne (34 m)                                             | Seugne (34 m)                                             |
| Brücke über Wasserlauf | 2,9                                            | Charente (44 m)                                           | Charente (44 m)                                           |
| Strecke mit Straßenbrücke | ~3,3                                           | D 137 (ehem. N 137)                                       | D 137 (ehem. N 137)                                       |
| Abzweig geradeaus und nach links · Dienststation / Betriebs- oder Güterbahnhof quer | ~4,6                                           | Silo und Lager Autobahnbaustelle (noch in Betrieb)        | Silo und Lager Autobahnbaustelle (noch in Betrieb)        |
| Strecke mit Straßenbrücke | 5,1                                            | A 10                                                      | A 10                                                      |
| Kreuzung mit U-Bahn geradeaus oben (Querstrecke außer Betrieb) | ~6,9                                           | CFEC nach Jonzac                                          | CFEC nach Jonzac                                          |
| ehemaliger Haltepunkt / Haltestelle | ~8,0                                           | Pessines                                                  | Pessines                                                  |
| Strecke mit Straßenbrücke | ~9,2                                           | N 150                                                     | N 150                                                     |
| ehemaliger Bahnhof | 12,2                                           | Varzay                                                    | Varzay                                                    |
| Strecke mit Straßenbrücke | ~12,6                                          | N 150                                                     | N 150                                                     |
| ehemaliger Bahnhof | 15,6                                           | Pisany                                                    | Pisany                                                    |
| ehemaliger Bahnhof | 19,7                                           | Saint-Romain-de-Benet                                     | Saint-Romain-de-Benet                                     |
| Brücke über Wasserlauf | 25,2                                           | Canal de la Seudre (5 m)                                  | Canal de la Seudre (5 m)                                  |
| Abzweig geradeaus und von links |                                                | Bahnstrecke Pons–Saujon von Pons                          | Bahnstrecke Pons–Saujon von Pons                          |
| U-Bahn-Kopfbahnhof Streckenanfang · Bahnhof | 28,2                                           | Saujon                                                    | Saujon                                                    |
| U-Bahn-Strecke nach rechts (außer Betrieb) · Strecke |                                                | CFEC nach Marennes                                        | CFEC nach Marennes                                        |
| Strecke mit Straßenbrücke | ~29,3                                          | N 150                                                     | N 150                                                     |
| Abzweig geradeaus und nach rechts | 28,5                                           | Bahnstrecke Saujon–La Grève nach La Tremblade             | Bahnstrecke Saujon–La Grève nach La Tremblade             |
| ehemaliger Bahnhof | ~32,6                                          | Médis                                                     | Médis                                                     |
| Kopfbahnhof Streckenende | 37,2                                           | Royan                                                     | Royan                                                     |
| U-Bahn-Kopfbahnhof Streckenanfang |                                                | Straßenbahn Royan (600 mm; 1890–1945)                     | Straßenbahn Royan (600 mm; 1890–1945)                     |

Die Bahnstrecke Saintes–Royan ist eine 37 km lange, heute nur eingleisige, nicht elektrifizierte Eisenbahnstrecke im französischen Département Charente-Maritime, die in Saintes einen Abzweig der Nord-Süd-gerichteten Bahnstrecke Chartres–Bordeaux darstellt, die ostwärts verläuft und in der Hafenstadt Royan endet. Erst seit 1912 besitzt die Strecke ihre heutige Trassierung. Die ersten 28,2 Kilometer bis Saujon wurden seitdem zur Bahnstrecke Pons–Saujon. Nur die letzten 10 km blieben unverändert.

## Geschichte

### Bau und Betreiberwechsel

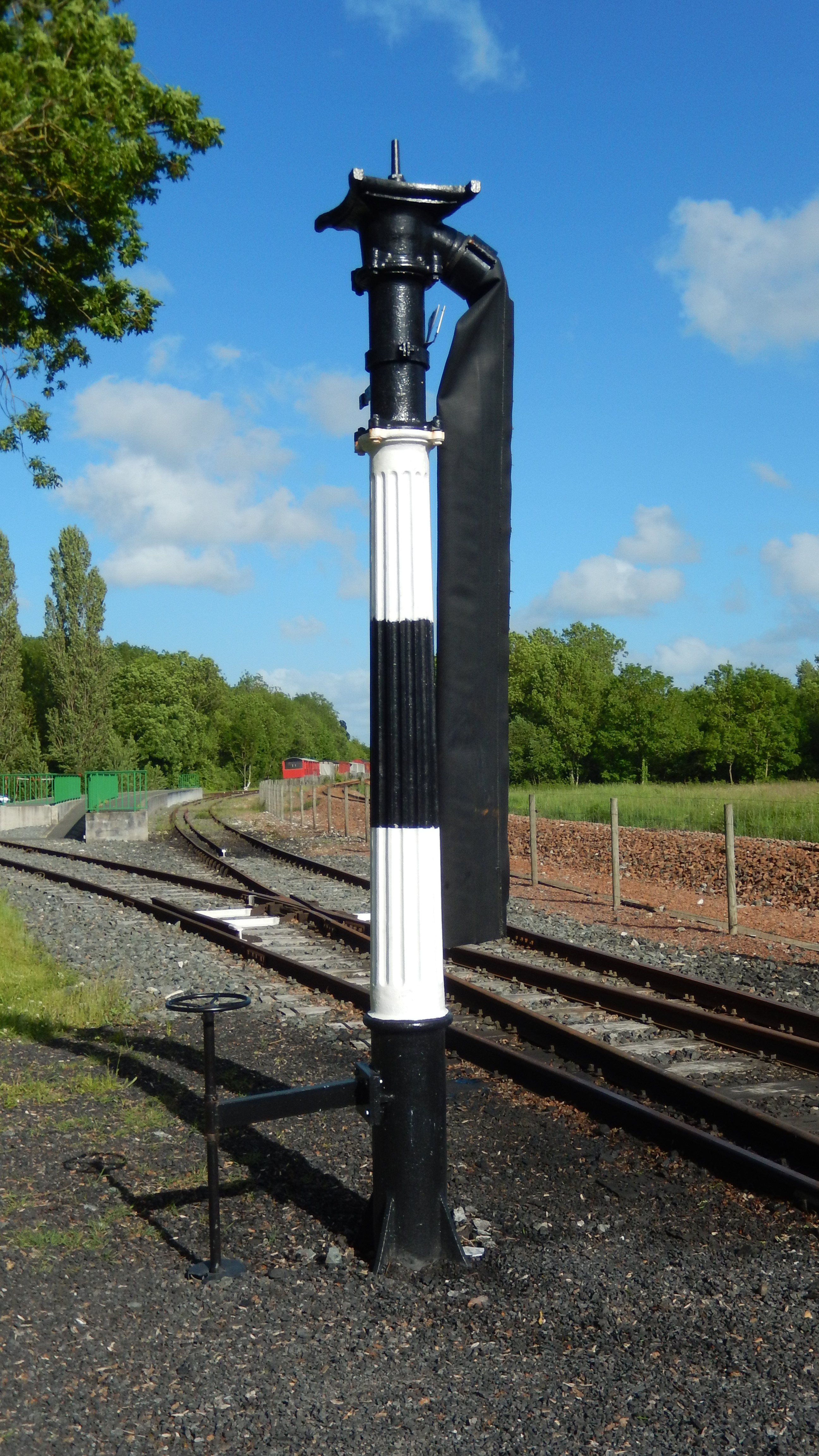
Wasserzapfanlage am Bahnhof von Saujon, 2015

Die Einrichtung dieser Strecke begann am 9. Mai 1867, als die für diesen Zweck gegründete Bahngesellschaft Chemin de fer de la Seudre den Konzessionsantrag zum Bau und zur Betriebsführung zwischen Pons, Saujon und Royan beantragte. Dadurch würde indirekt ein Anschluss auch mit der Hauptstadt Paris bestehen. Diesem Gesuch wurde am 16. Oktober 1872 stattgegeben und am 15. Januar 1873 per Dekret genehmigt. Gleichzeitig erfolgte auch die Bewilligung der Personenbeförderung.
Von Saujon aus war noch eine weitere Strecke, die Bahnstrecke Saujon–La Grève (545 000), bewilligt worden, die in nordwestliche Richtung entlang der Seudre bis nach La Grève im Juni 1876 in Betrieb ging und um 1936 für den Personenverkehr wieder geschlossen wurde. Heute findet dort in den Sommermonaten ein Museumsbahnbetrieb statt.
Nach kurzer, nur dreijähreiger Bauzeit konnte die Strecke am 28. August 1875 in Betrieb genommen werden, doch die Bahngesellschaft ging in Konkurs und wurde 1880 von der neu gegründeten, staatlichen Chemins de fer de l’État (ETAT) aufgefangen. Zum 1. Januar 1881 wurde es in das staatliche Eisenbahnnetz aufgenommen. Die Strecke war sehr erfolgreich und es gab eine sieben Stunden dauernde Direktverbindungen von Paris-Austerlitz, weil Royan als Badeort sehr beliegt war. Diese Direktverbindung trug zusätzlich dazu bei.

### Neutrassierung
Zu Beginn des 20. Jahrhunderts beschloss der Staat, mit einer neuen Streckenführung die beiden Städte Saintes und Royan direkt miteinander zu verbinden und damit die Hauptstrecke von Paris um 26,7 km zu verkürzen: Anstatt 24,1 km für Saintes–Pons plus 30,8 km für Pons–Saujon müssten jetzt nur noch 28,2 km Distanz für die Entfernung zwischen Saintes und Saujon zurückgelegt werden. Die Strecke wurde am 1. Juli 1912 für den Betrieb freigegeben. So wurde Saintes Ausgangspunkt der Strecke. Zusätzlich erweiterte man die gesamte Strecke auf zwei Gleise.
Nach dem Ersten Weltkrieg ging der Verkehr stark zurück und auch die Weltwirtschaftskrise verschlechterte das Verkehrsaufkommen, sodass ein Teil der ursprünglichen Verbindung zwischen Pons und Gémozac geschlossen wurde und nur noch die Anbindung über Saintes die durchgehende Verbindung bis Royan ermöglichte.
Schwere Kampfhandlungen im Zweiten Weltkrieg zerstörten große Teile der Strecke rund um Royan und der Betrieb konnte nur noch eingleisig und auch erst nach einem halben Jahr Unterbrechung wieder aufgenommen werden. Zugkreuzung ist seitdem nur noch in Pisany und in Saujon möglich.

### Nach dem Zweiten Weltkrieg
Rasch nahm die Zugfrequenz in den Nachkriegsjahren wieder zu. Ein Höhepunkt dürfte in den Sommern um 1970 mit täglich drei Direktverbindungen Paris–Royan gewesen sein. Diese Züge verkehrten über Angoulême und machten in Saintes Kopf. Seit den 1980er Jahren gab es nur noch einen Tag- und einen Nachtzug Paris–Royan, in der Vor- und Nachsaison verkehrten die Züge über La Rochelle. Auch Sonderzüge kamen zum Einsatz, Anschlüsse von „Flanken“-Zügen wurden optimiert.
Immer stärker werdender Individualverkehr und der Ausbau der A 10, die seit 1970 bis zu ihrer Fertigstellung 1981 Etappe für Etappe weiter nach Süden vordrang, führten zu nur noch regionalem Zugverkehr. 1987 verlor Royan sein altes Saxby-Stellwerk und das Gleislayout im Bahnhof wurde vereinfacht.

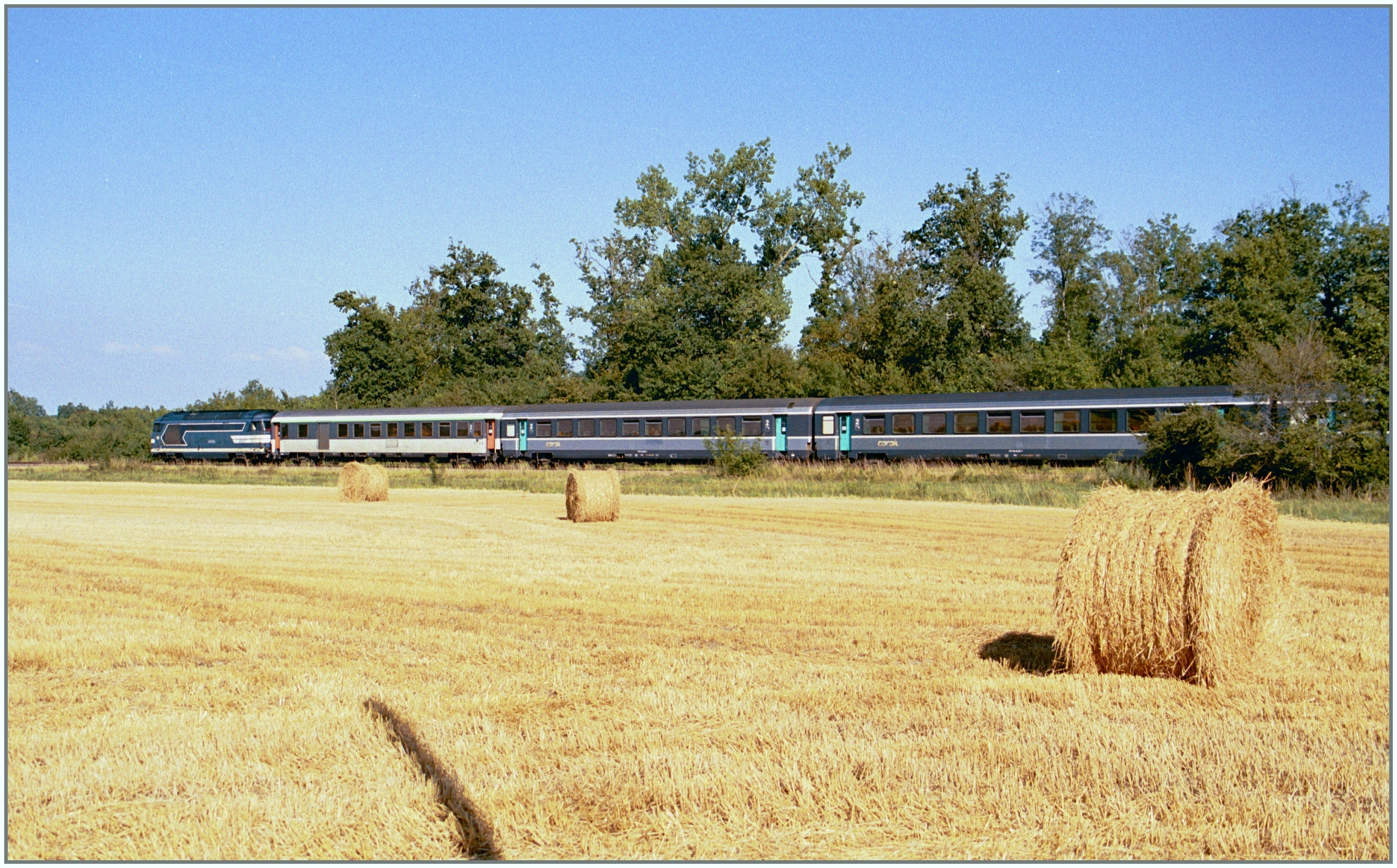
Nachtzug Paris–Royan nahe Saujon, 2003

Entgegen den Erwartungen führte die Eröffnung der LGV Atlantique und die Einführung des TGV-Hochgeschwindigkeitsverkehrs zwischen Paris und Bordeaux ab 1989 zu einer Belebung des Zugverkehrs nach Royan, da Fahrten von Paris mit unter vier Stunden Fahrtzeit wieder attraktiver wurden als das Fahren mit dem Auto. Die Elektrifizierung zwischen Poitiers und La Rochelle 1993 hat mit dazu beigetragen, weil jetzt bessere Anschlüsse in Angoulême, später auch in Niort, erreicht werden konnten. Die Direktverbindung zwischen Paris-Austerlitz und Royan, die für die Strecke etwa sechs Stunden benötigte, wurde als Folge daraus auf einen in nur in Sommermonaten angebotenen Nachtzug beschränkt.
Ab 1999 waren die Stellwerke der Bahnstrecke Saintes–Royan nachts zwischen den Fahrten des Zugpaars Paris–Royan geschlossen. Der nicht mehr von Personenzügen bediente Bahnhof Pisany war als Kreuzungsbahnhof im Sommer durchgehend, ansonsten aber nur am Freitagnachmittag mit Personal besetzt. Ein Fahrkartenschalter wurde zu diesem Zeitpunkt nur noch in Saujon betrieben, wo die Personalschichten von Juni bis August verdoppelt wurden, um dem Fahrgastaufkommen gerecht zu werden. Das Fahrplanangebot wies aber auch im Rest des Jahres sieben Zugpaare auf, freitags acht. Mit sechs Zügen erreichte man mit Umstieg in Angoulême oder Niort Paris. Die schnellste Verbindung dauerte 03:45 Stunden.
Die Direktverbindung Paris–Royan wurde mit Beginn des Sommerfahrplans 2007 von einer Nachtzug- auf eine Tagesverbindung umgestellt. Diese wurde zuletzt im Sommer 2013 angeboten. Im Juni 2014 bestätigte der Transportminister die Entscheidung, die Verbindung nicht wieder aufzunehmen. Der Regionalverkehr unter Regie des TER Nouvelle-Aquitaine wurde hingegen ausgebaut und umfasst aktuell acht bis zehn Zugpaare pro Tag, ergänzt um zusätzliche Fahrten am Freitagabend.